# Ференц Кельчеї
Ференц Кельчеї (угор. Kölcsey Ferenc; 8 серпня 1790, Седеметр — 24 серпня 1838, Чеке) — угорський поет, публіцист, критик, політичний діяч, автор угорського національного гімну.

## Літературна діяльність

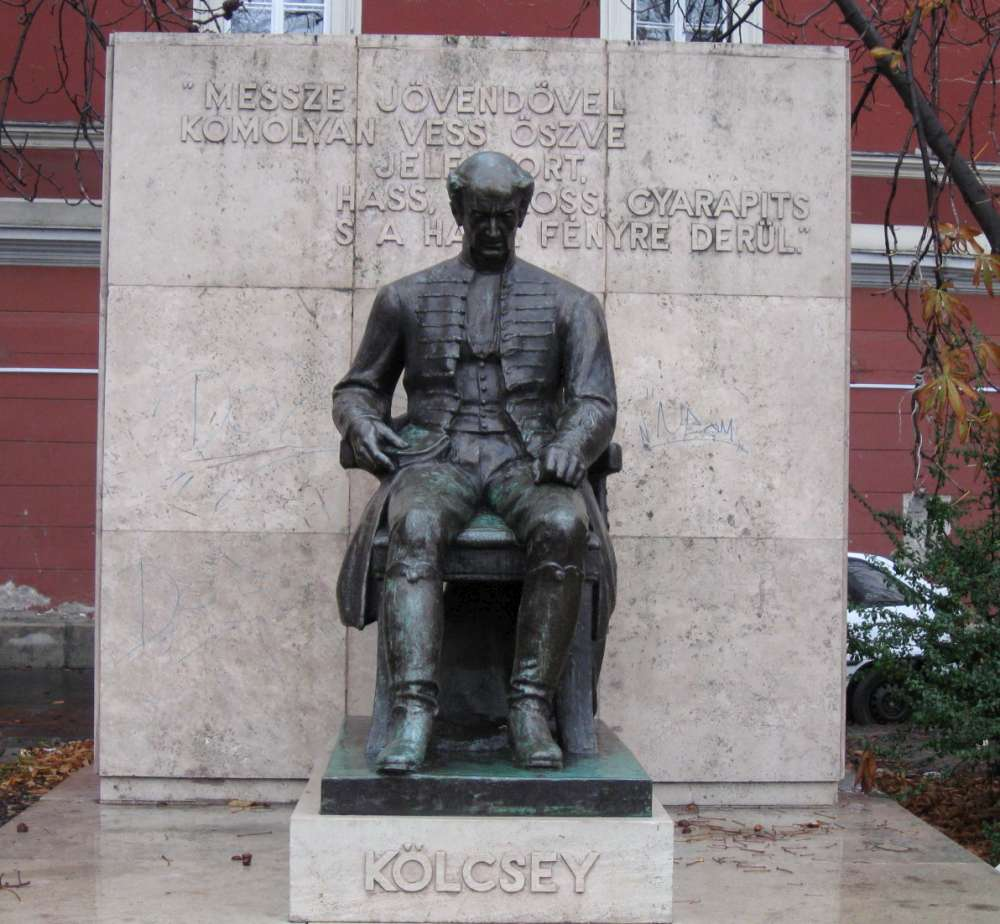
Пам'ятник Ференцу Кельчеї в Будапешті

Писав патріотичні вірші («До свободи» (1825), «Пісня Зріні» (1830)), присвячені боротьбі проти феодалізму, кріпацтва, за незалежність від Австрії. В 1826 р. заснував журнал «Élet és irodalom» («Життя і література»), для якого написав багато статей з філософії, історії мистецтва і літературної критики. Історичний інтерес становить щоденник Кетеї, який він вів у 1832–1836 рр..

## Політична діяльність
Був членом угорського парламента, де заявив себе найбільшим оратором ліберальної партії. Промови в сеймі та дидактичний твір «Параїнезіс» (1838) мали значний вплив на Лайоша Кошута та революційно-демократичну молодь, очолювану Шандором Петефі.

## Цікаво
Поету встановлено мініскульптуру в Ужгороді.
На стіні Ужгородського угорського дому, що на вул. Мукачівській, 54, встановлено меморіальну дошку Ференцу Келчеї. Він неодноразово відвідував Ужгород та написав вірш про Хуст.